# Aix Maurienne Savoie Basket
Actualités
Aix Maurienne Savoie Basket, également connu sous le sigle AMSB, est un club français de basket-ball évoluant en Pro B (2e division du championnat de France), basé à Aix-les-Bains.

## Histoire

### Maurienne Savoie Basket (1969)
En 1969 est créé le Maurienne Savoie Basket à Aiguebelle à l'entrée de la vallée de la Maurienne.
Il parvient à atteindre le niveau professionnel en intégrant la Pro B vingt-quatre ans après sa création.
Champion de France de Pro B en 1997
Après quatre années au sein du championnat, le club devient champion de France de Pro B en 1997 après une victoire en finale face aux Toulouse Spacer's.
Le club remporte également deux fois le Trophée du Futur (Pro B) en 2000 et 2004.

### Aix Maurienne Savoie Basket (2005)
En 2005, le Maurienne Savoie Basket et la Jeunesse Sportive Aixoise pour des raisons économiques et sportives et donne naissance au Aix Maurienne Savoie Basket.
Après les bons résultats obtenus par l'équipe espoir, c’est en 2006 que le centre de formation du club est agréé par le ministère des Sports de l’époque.
Au vu du développement du club et son intégration au sein de la ligue professionnelle, les parties associative et professionnelle du club sont séparées avec la création d’une SASP.
Le club apporte une attention particulière à la formation de ses jeunes joueurs et obtient en 2005 le label club Formateur d’Élite.
Cependant, classé 17e en 2015, le club est relégué en National 1 et n'est donc plus considéré comme professionnel. Classé à la 7e place de la saison régulière, il se qualifie pour les phases et finales et réussit l'exploit de gagner les play-offs et réintégrer la Pro B à partir de la saison 2016-2017.
Aujourd’hui, le club comptabilise 28 ans d'expérience au sein du championnat professionnel.
Sa mascotte est le Chamois des Alpes, son nom est « Dunky ».

## Palmarès
| Compétitions nationales                                                                                              | Compétitions de jeunes                                  |
| Championnat de France de Pro B - Champion (1) : 1997 Championnat de France de Nationale 1 - Vice-champion (1) : 2016 | Trophée du Futur (Pro B) - Vainqueur (2) : 2000 et 2004 |

## Personnalités du club

### Entraîneurs
- 2005-2007 :  Philippe Ruivet
- 2008-2011 :  Guillaume Quintard
- 2011-2014 :  Antoine Michon
- 2015-mai 2016 :  François Sence
- Mai 2016-avril 2017 :  Sébastien Bozon
- Avril-juin 2017 :  Hervé Couvé
- 2017-2019 :  Fabien Romeyer
- 2019-2024 :  Emmanuel Schmitt
- 2024- :  Kenny Grant

### Joueurs emblématiques
- Eric Washington[6] (2021-2022)
- Wilbert Brown[7] (2011-2013)

## Structures du club

### Salle
La Halle Marlioz est une salle multi-sport située dans le quartier Marlioz à Aix-les-Bains.

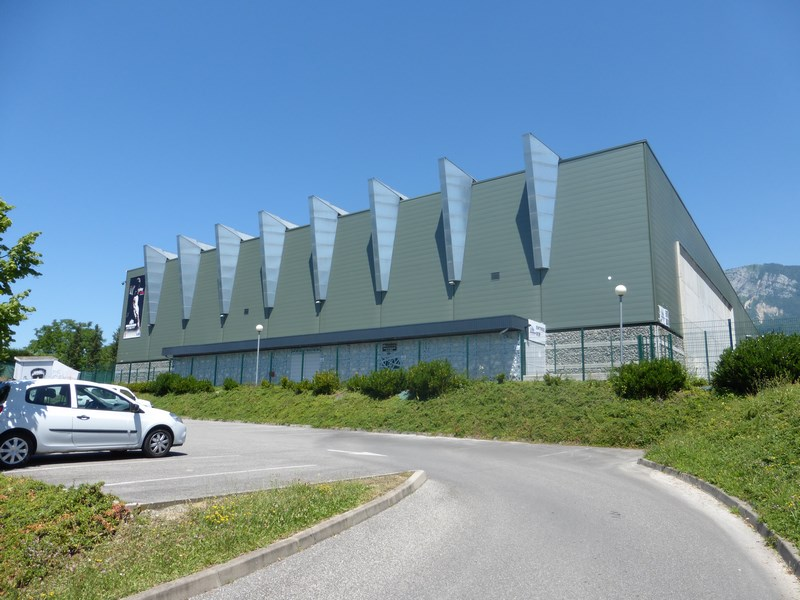
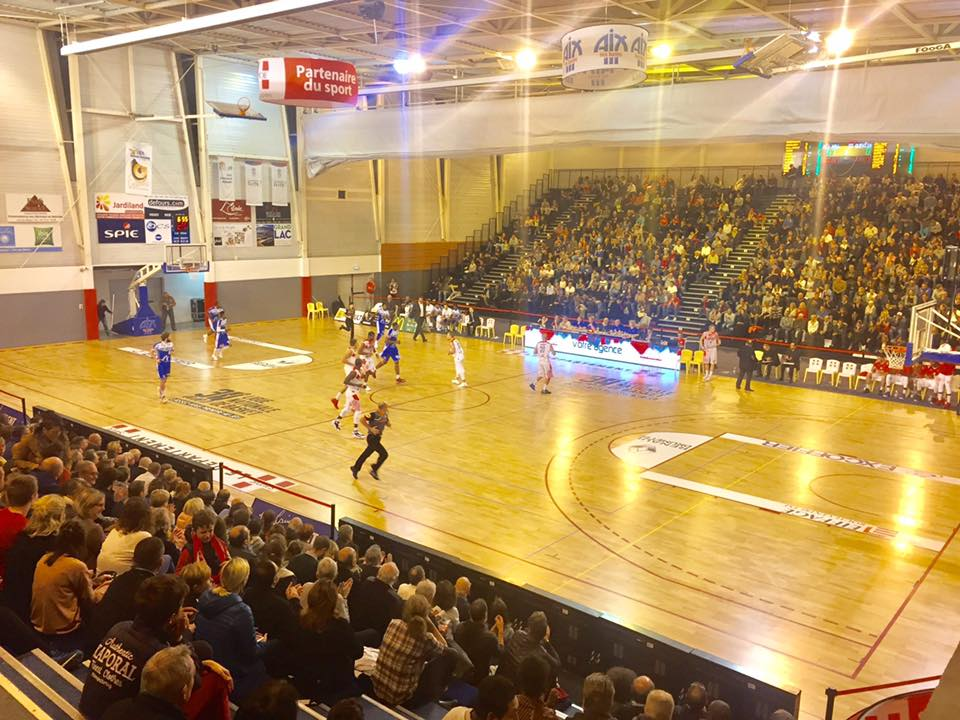
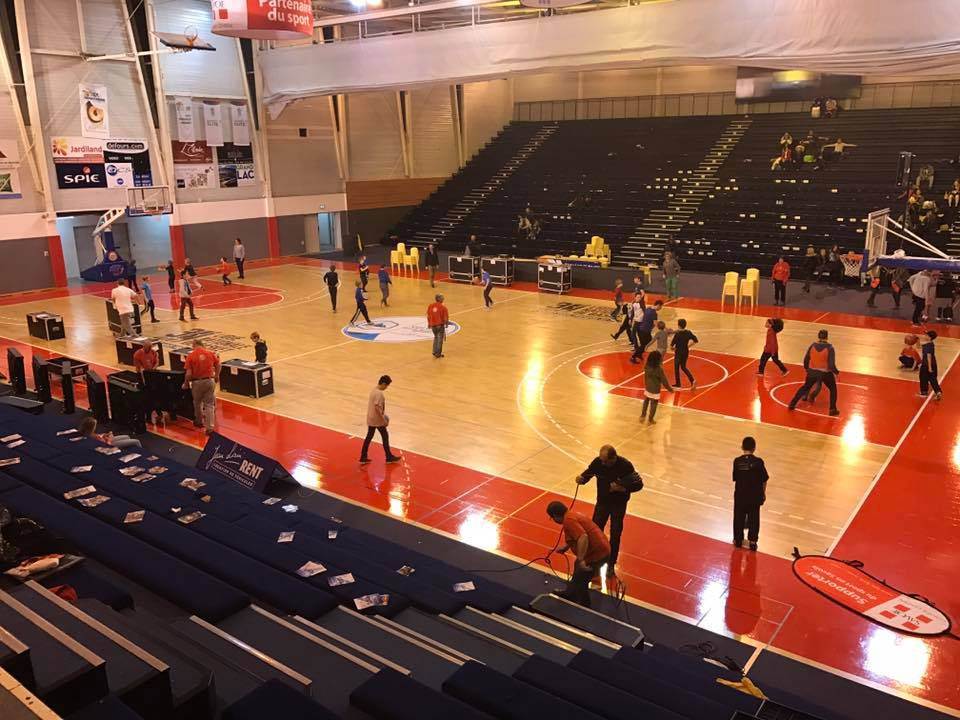